# Джиму, Антуанетта Нана
Антуанетта Нана Джиму Ида (фр. Antoinette Nana Djimou Ida, род. 2 августа 1985 года, Дуала, Камерун) — французская многоборка камерунского происхождения, двукратная чемпионка Европы в семиборье (2012 и 2014) и двукратная чемпионка Европы в пятиборье (2011 и 2013). Трёхкратная чемпионка Франции в семиборье (2006, 2007, 2019) и 4-кратная чемпионка Франции в пятиборье (2005, 2007, 2009, 2010).
Результаты на Олимпийских играх в семиборье:
- 2008 Пекин — 17-е место (6055 очков)
- 2012 Лондон — 4-е место (6576 очков, личный рекорд)
- 2016 Рио — 11-е место (6383 очка)

Личный рекорд в пятиборье — 4723 очка — это рекорд Франции, в семиборье — 6576 очков.
Выступала на чемпионате мира 2013 года в Москве, где заняла 8-е место — 6326 очков.